# Мораццоне
Мораццоне (итал. Morazzone) — коммуна в Италии, располагается в провинции Варесе области Ломбардия.
Население составляет 4183 человека, плотность населения составляет 837 чел./км². Занимает площадь 5 км². Почтовый индекс — 21040. Телефонный код — 0332.
Покровителем коммуны почитается святитель Амвросий Медиоланский. Праздник ежегодно празднуется 7 декабря.

## Города-побратимы
- Wimblington, Великобритания (2007)